# Atzel (Landstuhl)
Atzel ist ein Stadtteil der Kleinstadt Landstuhl im Landkreis Kaiserslautern in Rheinland-Pfalz. In den 60er/70er Jahren offiziell auch Landstuhl-Süd benannt.

## Lage
Der Stadtteil grenzt an die Westpfälzische Moorniederung. Nordwestlich schließt sich der Kirchberg mit dem Landstuhl Regional Medical Center an. Östlich erstreckt sich der Kahlenberg.

## Wirtschaft und Infrastruktur

### Verkehr
Atzel ist an den städtischen Busverkehr angebunden, es verkehrt halbstündlich bis stündlich der Sickingen-Bus, sowie die Buslinie 160 (Kaiserslautern-Ramstein) des Verkehrsverbund Rhein-Neckar (VRN).
Westlich des Stadtteils befindet sich mit Landstuhl-Atzel außerdem eine Anschlussstelle der Bundesautobahn 62.

### Institutionen
Am östlichen Siedlungsrand befindet sich das Nardini Klinikum.